# Дизелово гориво
Дизелово гориво (нафта) е течен продукт, използван като гориво в дизеловите двигатели. Възпламенява се при температура около 350 °C. По принцип под този термин се разбира гориво, получено от керосиново-газьолеви дестилации на нефта (петрол, „земно масло“). Може да се получи и по синтетичен път чрез дестилация на кафяви каменни въглища, при процеса на Фишер-Тропш и др.
Дизеловото гориво може да се използва и за отопление, като в този контекст често е наричано газьол и в много страни е подложено на особен данъчен режим в сравнение с горивото за двигатели.

## Показатели и свойства
- Топлина на изгаряне на горивото е количеството топлина, получено при пълното изгаряне на единица маса от горивото. За нафтата долната граница е Hu = 42,7 MJ/kg
- Температура на самовъзпламеняване е най-ниската температура, при която горивото се самовъзпламенява. За нафтата тази температура е над 300 °C. Това свойство количествено се оценява с т. нар. цетаново число, което представлява процентното количество на най-лесно възпламеняемото вещество, цетан (С16Н34, хексадекан), в горивната смес, в сравнение с количеството на най-трудно възпламеняемото вещество – алфаметилнафталин. Цетановите числа за дизеловото гориво са между 45 и 60 и зависят от фракционната дестилация на земното масло.
- Плътност на дизеловото гориво е теглото в единица обем. Плътността на нафтата е от 860 до 890 kg/m³. От този показател е видно, че нафтата е по-лека от водата.
- Температура на замръзване – определя се от момента, в който в горивото се образуват твърди кристали. За дизеловото гориво тя е от −22 до −25 °C.

| Показатели                             | Единици за измерване | Норми                    |
| -------------------------------------- | -------------------- | ------------------------ |
| 10 % дестилират при температура        | °С                   | не по-ниска от 180       |
| 75 % дестилират при температура        | °С                   | не по-висока от 360      |
| Температура на замръзване              | °С                   | не по-висока от минус 10 |
| Пламна температура в затворен тигел    | °С                   | не по-ниска от 60        |
| Сяра                                   | % (m/m)              | не повече от 0,1         |
| Вода                                   | %                    | не повече от 0,05        |
| Коксов остатък                         | %                    | не повече от 0,15        |
| Вода                                   | %                    | не повече от 0,05        |
| Механични примеси                      | %                    | не повече от 0,1         |
| Пепел                                  | %                    | не повече от 0,02        |
| Специфична топлина на изгаряне (долна) | MJ/kg                | не по-ниска от 41,868    |

## Използване
Основните потребители на дизелово гориво са ЖП транспортът, товарният автотранспорт, леките автомобили с дизелов двигател и селскостопанската техника.

## Газьол
В много страни, включително в България и останалите страни от Европейския съюз, дизеловото гориво за автомобили е обложено с акцизи, но употребата за отопление (в някои страни и за други цели, например като гориво за селскостопански машини) е частично или изцяло освободена от акциз.
За улесняване на данъчния контрол още при производството горивото с данъчни облекчения (наричано в България газьол) се маркира със специален оцветител, в повечето страни червен, така че да се отличава от дизеловото гориво за автомобилния транспорт. Маркираното по този начин гориво обикновено е подложено на ограничения в начина на транспортиране и съхраняване. Например, в някои страни транспортните средства, с които се транспортира горивото, трябва да имат инсталирани специални уреди за измерване на количеството гориво, както и система за проследяване на движението им чрез GPS.
Газьолът най-често се използва за отопление като гориво за котли. Основните потребители са фирми, отопляващи ведомствени сгради, промишлени обекти, собственици на хотели и почивни домове, както и общински учреждения като болници, детски градини, училища, социални домове и други.